# Albern
Albern war bis 1938 eine eigenständige Gemeinde in Niederösterreich und ist heute ein Bezirksteil des 11. Wiener Gemeindebezirks Simmering sowie eine der 89 Wiener Katastralgemeinden.

## Geographie

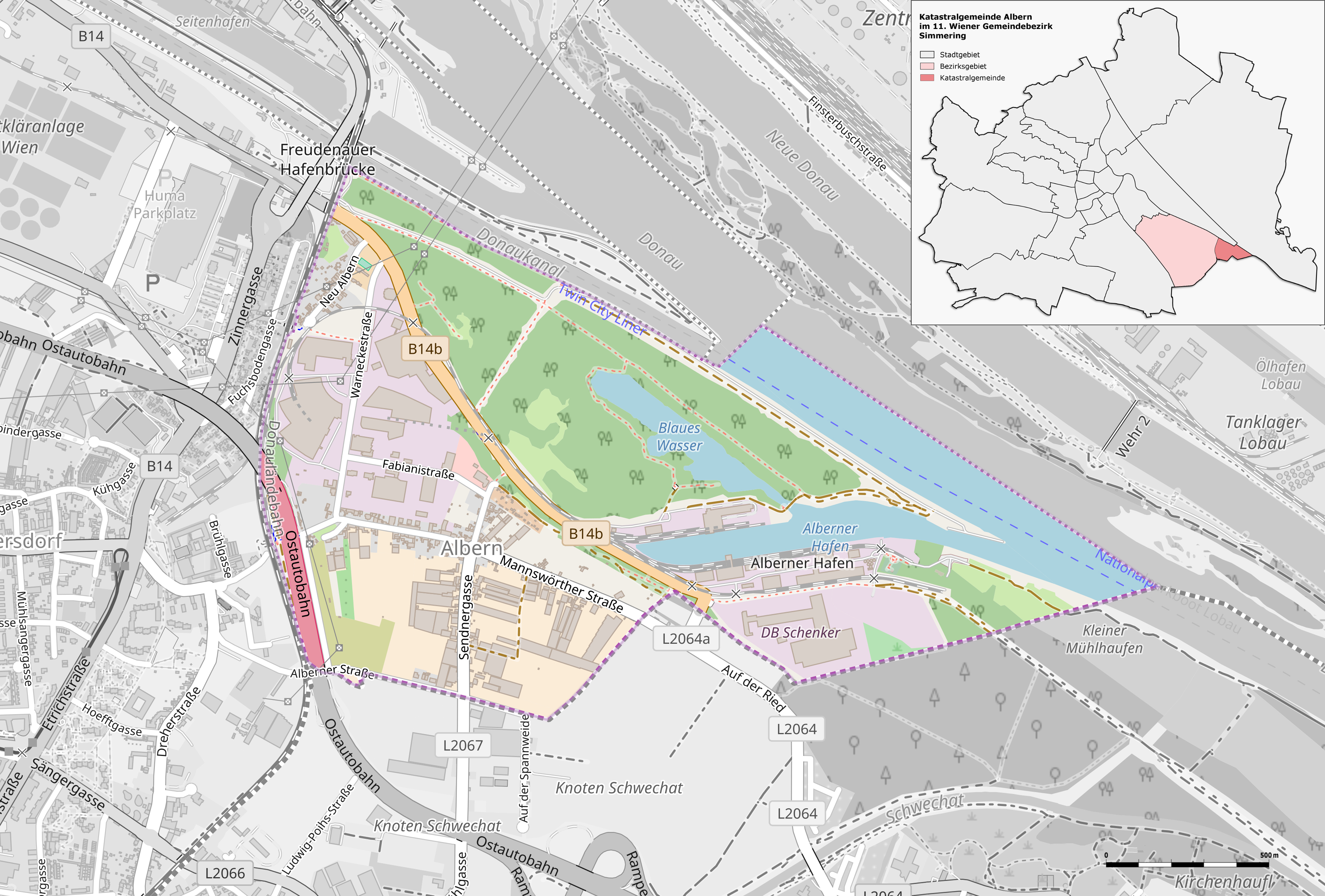
Katastralgemeinde Albern im Wiener Bezirk Simmering

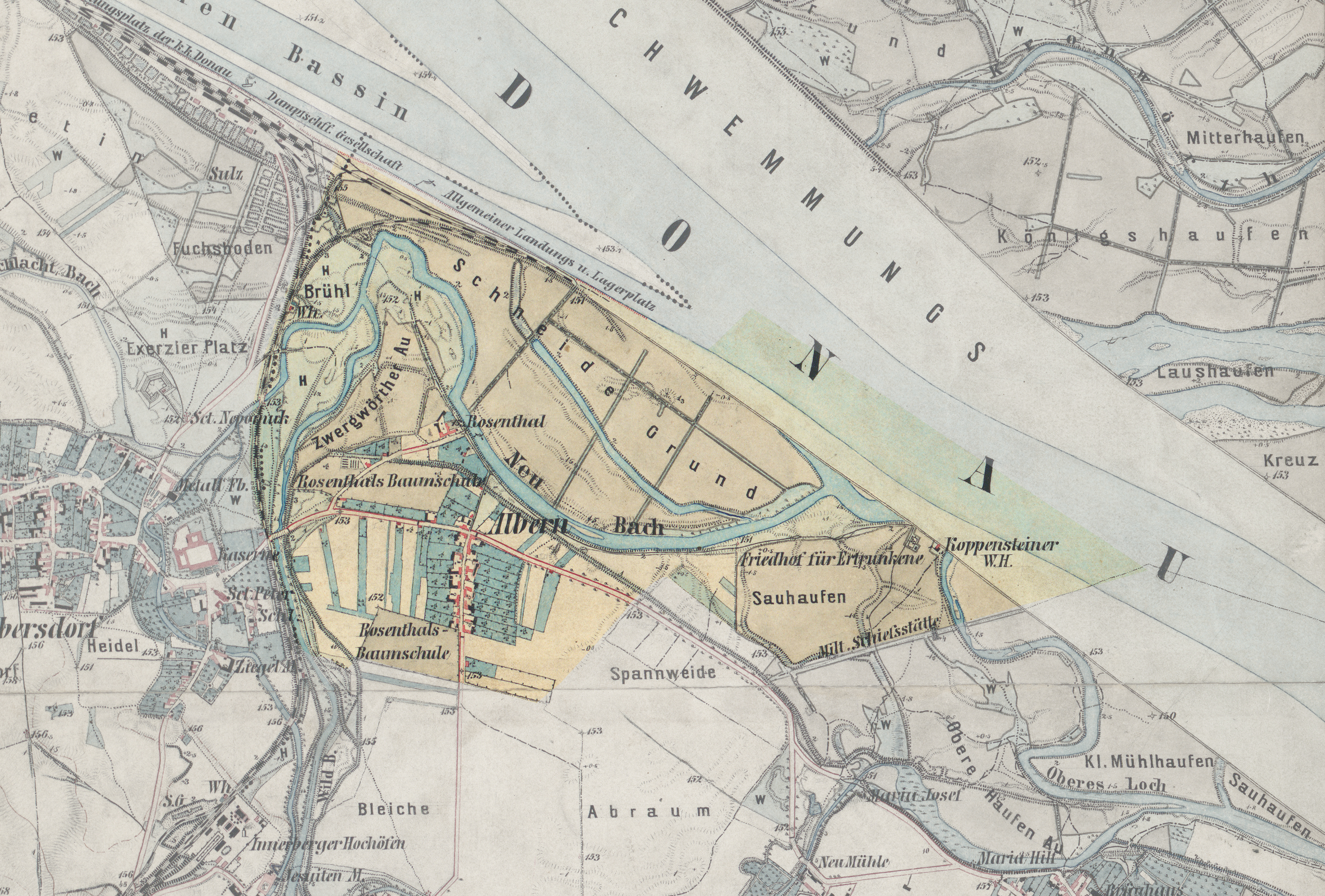
Das Gebiet der heutigen Katastralgemeinde Albern auf einer Karte von 1873

Albern liegt am südlichen, rechten Donaukanal- und Donauufer im Osten Simmerings. Mit einer Seehöhe von 152 m gehört Albern zu den am tiefsten gelegenen Teilen Wiens. Die Katastralgemeinde erstreckt sich über eine Fläche von 258,61 ha. Im Süden des Bezirksteils verläuft die Stadtgrenze Wiens zu Mannswörth und Schwechat. Im Westen des ehemaligen Ortes finden sich die beiden anderen Bezirksteile Simmerings, das unmittelbar angrenzende Kaiserebersdorf und westlich davon das Bezirkszentrum von Simmering. Der Frachtenbahnhof Albern Hafen ist an die Donauländebahn (mit der einstigen Personenhaltestelle Kaiser-Ebersdorf Albern) angeschlossen, diese seit 2009 über die Winterhafenbrücke (wie bis 1945) an die Donauuferbahn.
Der Ortsteil nahe dem Donaukanal wird Neu-Albern genannt. Er befindet sich im Dreieck zwischen der Alberner Hafenzufahrtsstraße im Norden, der Donauländebahn im Westen und der Bahnstrecke zum Alberner Hafen bzw. dem zwischen 1976 und 1983 von den Stadtplänen verschwundenen Neubach, bis dahin die Mündung der Schwechat in die Donau, im Südwesten und Süden. Neu-Albern entstand als Straßensiedlung nach 1900 weitab vom historischen Zentrum Alberns.

## Geschichte
Die erste urkundliche Erwähnung des Ortes erfolgte im Jahre 1162 als Albrah in einer Schenkungsurkunde Kaiser Friedrichs I. Die Urkunde befindet sich heute im Niederösterreichischen Landesmuseum. Der Name leitet sich von der Albe-Pappel, der Silber-Pappel, ab, die in dieser Gegend wuchs. Bis zum Mittelalter gehörten der Herrschaft die vier Orte Mirnitz, Porca, Cygeyswierth und Albrah an. Die Einwohner der kleinen Orte lebten vor allem vom Fischfang. (Auf Grunde dessen wurden zwei gekreuzte Fische auf blauem Grund als Motiv des für Albern bestimmten Teils des Simmeringer Wappens verwendet.)
In der von Hochwasser geplagten Gegend blieb nur das heutige Albern bestehen. Der Ort wurde in den Jahren 1501, 1618 und 1775 komplett zerstört und musste wiederaufgebaut werden. Erst die 1875 fertiggestellte Wiener Donauregulierung  verbesserte die Situation erheblich. Die Einwohnerzahl stieg von 166 vor der Regulierung auf 524 im Jahre 1900.
Im Jahr 1822 wurde der Ort als Dorf mit 22 Häusern genannt, das nach Kaiserebersdorf eingepfarrt war und wohin auch die Kinder eingeschult wurden. Die Herrschaft Ebersdorf besaß die Ortsobrigkeit, übte die Landgerichtsbarkeit aus, besorgte die Konskription und hatte die Grundherrschaft inne.
Von der Industrialisierung blieb der Ort zunächst eher unberührt. Während des 18. Jahrhunderts gab es allerdings zeitweise eine Textilfabrik bei Albern. Im Jahr 1938 waren laut Adressbuch von Österreich in Albern ein Brennmaterialienhändler, ein Friseur, 37 Gärtner, zwei Gastwirte, zwei Gemischtwarenhändler, ein Kürschner, ein Landesproduktehändler, ein Schmied, zwei Schneiderinnen und ein Wagner ansässig. Weiters gab es im Ort ein Kaffeehaus und eine Baumschule der Gemeinde Wien. Nach dem „Anschluss“ Österreichs an das Deutsche Reich erfuhr der Ort einen großen Ausbau. Mit dem Reichsgesetz vom 1. Oktober 1938, wirksam geworden am 15. Oktober, wurde Wien zu Groß-Wien vergrößert. Albern, bis dahin unmittelbare Nachbargemeinde Wiens (mit der Donauländebahn als Stadtgrenze), wurde als Teil des neuen 23. Wiener Gemeindebezirks Schwechat Teil von Wien. In den Jahren 1939 bis 1942 wurde von Zwangsarbeitern ein riesiger Getreidehafen errichtet, über den Getreide aus Ost- und Südosteuropa nach Deutschland transportiert werden sollte.

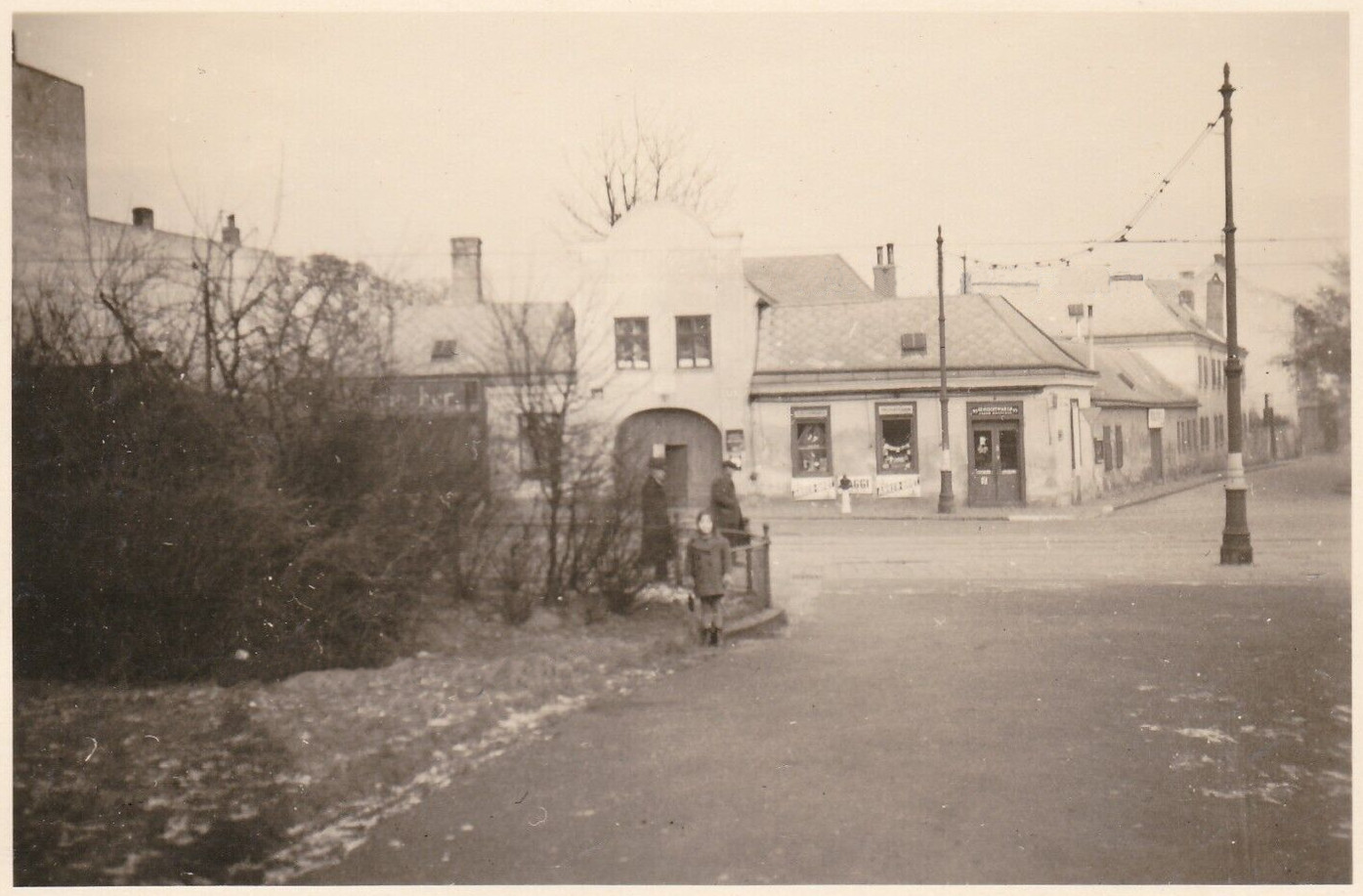
Gemischtwarenladen in der Alberner Hauptstraße, 28. Dezember 1940

Nach dem Zweiten Weltkrieg gehörten alle 1938 eingemeindeten Teile Groß-Wiens besatzungsrechtlich zu Niederösterreich, zur sowjetischen Zone, so auch Albern; die Verwaltung war aber weiterhin von der Stadt Wien zu besorgen. Als das 1946 beschlossene Gebietsänderungsgesetz, mit dem große Teile der 1938 eingemeindeten Gebiete wieder zu Niederösterreich zurückkehren sollten, 1954 in Kraft treten konnte, sollte Albern an den britisch besetzten 11. Bezirk angeschlossen werden. Die Sowjetunion setzte aber, um den Alberner Hafen behalten zu können, durch, dass Albern Teil des von ihr besetzten 2. Bezirks wurde. Seit 1954 liegt Albern wie bis 1938 unmittelbar an der Stadtgrenze, diesmal aber innerhalb Wiens.
Nach Abschluss des Staatsvertrages kam Albern mit 1. Jänner 1956 zum 11. Bezirk.

## Albern heute

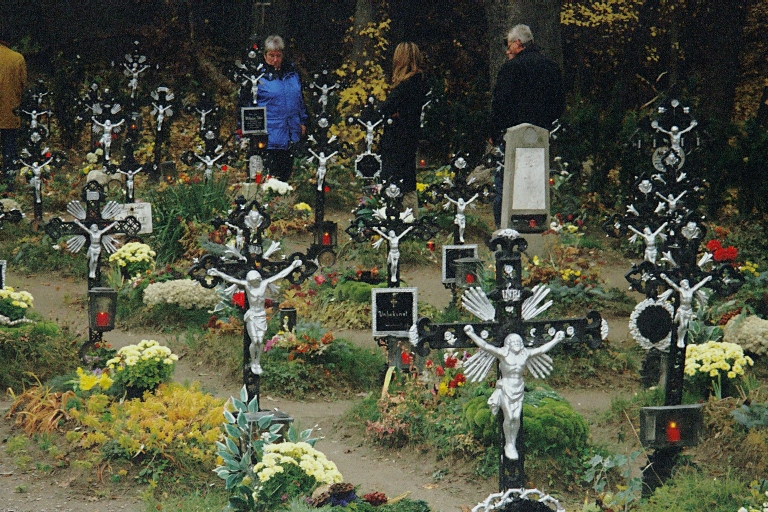
Friedhof der Namenlosen

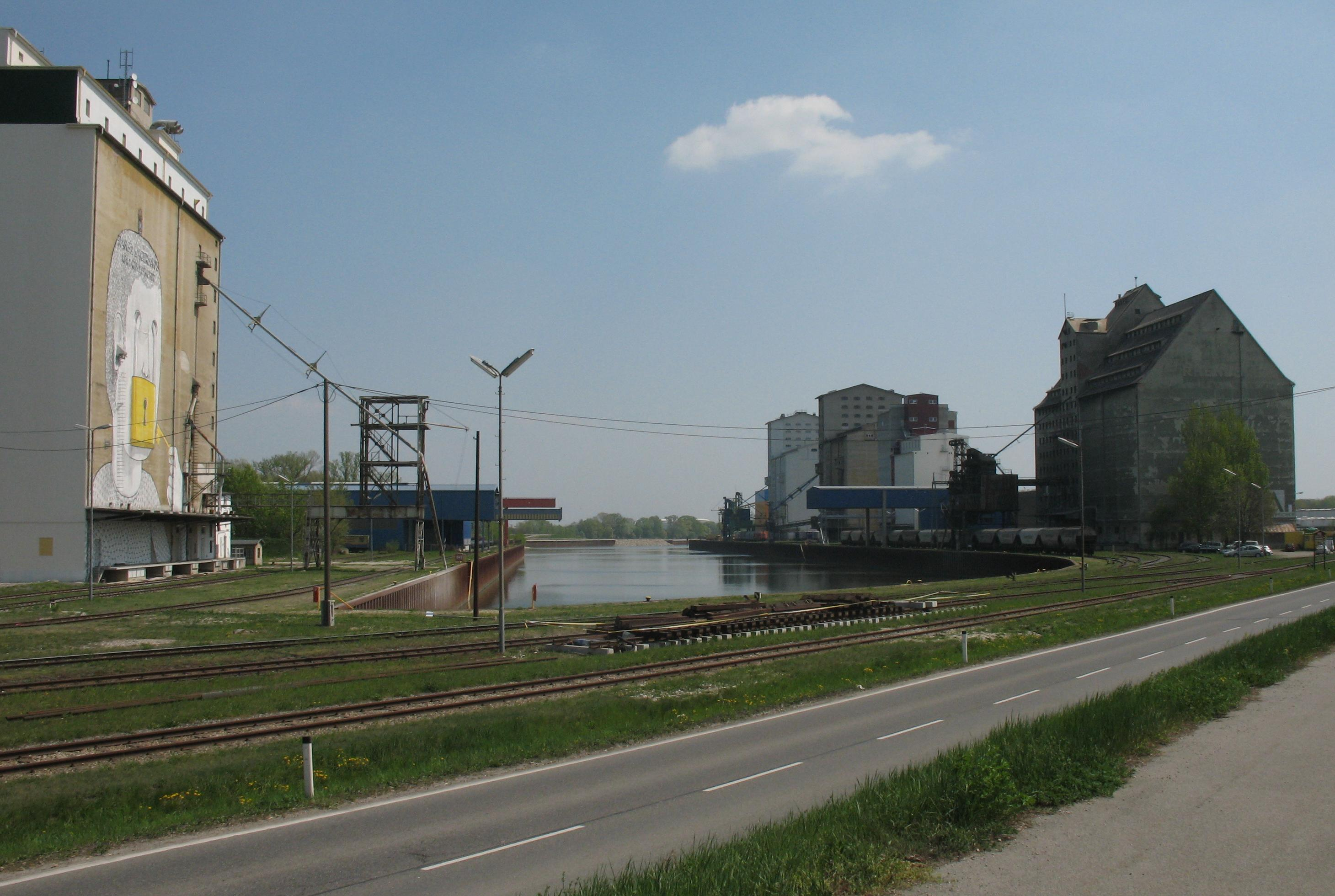
Alberner Hafen mit Getreidespeichern

Albern ist vor allem durch den Friedhof der Namenlosen bekannt. Auf dem in einen alten und neuen Teil gegliederten Friedhof wurden von 1840 bis 1940 insgesamt 582 Donauleichen (Wasserleichen) bestattet. Der nicht mehr neu belegte Friedhof ist als Denkmal anerkannt und wird von der Kulturabteilung der Stadt Wien betreut.
Die drei mächtigen Getreidespeicher des 1939 errichteten und im Besitz der Hafen Wien befindlichen Alberner Hafens sind weithin zu sehen, unter anderem von der A4 Ostautobahn (Flughafenautobahn), die (teilweise parallel zur Donauländebahn) zwischen Albern und dem westlich angrenzenden Kaiserebersdorf verläuft. Seit 2010 wird im Hafenbereich ein Hochwasserschutztor errichtet, wie es bereits im Freudenauer Hafen existiert; es soll den Hafenbereich vor manchmal auftretendem Hochwasser schützen. Nördlich des beidseits erschlossenen Hafenbeckens (1. Molo südlich, 2. Molo nördlich des Beckens) liegt das Blaue Wasser, ein von Auwald umgebener Altarm der Donau.

### Kultur
Von 2006 bis 2019 fand jeden Sommer das Pop-Festival Hafen Open Air bei freiem Eintritt statt.